# Maria di Sorrento
Maria (... – XI secolo) è stata una nobile longobarda, figlia del duca Guido di Sorrento.
Fu data in sposa nel 1058 o 1059, a Guglielmo d'Altavilla. Guglielmo ereditò tutti i possedimenti di Guido nel Principato di Salerno e combatté contro il successore di Guaimario, Gisulfo II, le cui terre occupò fino a lasciare ben pochi possedimenti all'effettivo Principe di Salerno. Entrò quindi in conflitto anche contro il fratello Roberto, quando questi venne in aiuto di Gisulfo che gli aveva promesso in moglie sua sorella Sichelgaita di Salerno. Le relazioni tra i fratelli si appianarono poi in seguito.